# 科爾奇夫卡 (奧夫魯奇區)
51°21′13″N 28°45′35″E / 51.35361°N 28.75972°E
科爾奇夫卡（烏克蘭語：Корчівка），是烏克蘭北部的村莊，隸屬日托米爾州的科羅斯滕區。該村面積0.54平方公里，海拔高度188米，2001年人口456，人口密度每平方公里844人。